# Oskaras Koršunovas
Oskaras Koršunovas, född 6 mars 1969 i Vilnius, är en litauisk teaterregissör.

## Biografi
1989–1994 studerade Oskaras Koršunovas vid den litauiska musik- och teaterakademin Lietuvos muzikos ir teatro akademija. Redan under studietiden började han regissera på Litauens nationalteater Lietuvos valstybinis akademinis dramos teatras. Han debuterade som regissör 1990 med Daniil Charms Ten būti čia. Uppsättningen prisbelönades samma år vid Edinburgh International Festival, det blev också hans internationella genombrott. 1998 bildade han sin egen teatergrupp Oskaras Koršunovas Teatras (OKT). Första gången han regisserade utomlands var 1993 när han satte upp Jelizaveta Bam av Daniil Charms på Mecklenburgisches Landestheater Parchim. Sedan dess har han regisserat i Moskva, Warszawa, Oslo, Stockholm, Paris, Stavanger, Århus, Bergen, Caen och München samtidigt som OKT turnerat och uppträtt på festivaler i Sydkorea, Australien, USA, Argentina, Kina och Japan samt flera europeiska länder. Oskaras Koršunovas har hela tiden växlat mellan att regissera både samtidsdramatik och klassiker, bland samtida dramatiker kan nämnas Jon Fosse, Mark Ravenhill, Sarah Kane, Marius von Mayenburg och Bernard-Marie Koltès. Koršunovas har sagt att han vill finna det samtida i klassikerna och det existentiella och bestående i samtidsdramatiken (Betty Skawonius, DN). Ett återkommande tema i hans uppsättningar är motsättningen mellan det skapande och normerna. Hans regi kännetecknas av starkt ensemblespel utan att låsa skådespelarna i färdiga bilder. Han har erhållit många priser vid olika festivaler. 2006 tilldelades han det europeiska teaterpriset Premio Europa New Theatre Directions.

## Regi i Sverige
- 1998 Senė 2 (Old Woman 2) av Daniil Charms & Aleksandr Vedensky, gästspel av Lietuvos valstybinis akademinis dramos teatras på Stockholms stadsteater
- 1999 Ten būti čia (There To Be Here) av Daniil Charms, gästspel av Lietuvos valstybinis akademinis dramos teatras hos Teater Replica, Stockholm
- 2001 Meistras ir Margarita (Mästaren och Margarita) av Michail Bulgakov, gästspel av OKT på Stockholms stadsteater
- 2003 Befriad (Cleansed) av Sarah Kane, Dramaten, översättning Jacob Hirdwall, med bl.a. David Dencik, Torkel Petersson & Elin Klinga
- 2007 Įstabioji ir graudžioji Romeo ir Džuljetos istorija (Romeo och Julia) av William Shakespeare, gästspel av OKT på Stockholms stadsteater
- 2010 Silversjön (Der Silbersee - Ein Wintermärchen) av Kurt Weill (musik) & Georg Kaiser (libretto), Folkoperan, Stockholm, översättning Iwar Bergkwist, med bl.a. Torkel Petersson
- 2012 Miranda efter William Shakespeares Stormen, gästspel av OKT på Dramaten
- 2012 Dugne (Natthärbärget) av Maksim Gorkij, gästspel av OKT på Dramaten